# Sorcerer (videojuego)
Sorcerer es un juego de ficción interactiva escrito por Steve Meretzky y publicado por Infocom en 1984. Es el segundo juego de la «trilogía Enchanter» de temática mágica, precedida por Enchanter y seguida por Spellbreaker. Es el undécimo juego de Infocom.

## Trama
Tras la improbable derrota de Krill en Enchanter, el personaje del jugador ha pasado de ser un Aprendiz de Encantador a ganarse un codiciado puesto en el Círculo de Encantadores. Belboz el Nigromante, el líder del Círculo, se ha convertido no solo en un mentor, sino también en un amigo íntimo. Últimamente, Belboz parece diferente, distraído, incluso habla consigo mismo. Sea lo que sea lo que le preocupa, Belboz no confía en nadie y, de repente, desaparece.

## Jugabilidad
Las pociones se usan bebiéndolas y cada una puede usarse una sola vez. Sorcerer tiene 70 formas de morir.

## Lanzamiento
Sorcerer incluye los siguientes artículos físicos:
- Un ejemplar de la revista ficticia Popular Enchanting con un perfil de Belboz.
- Un «Infotater», una rueda de códigos de papel disfrazada de información sobre las criaturas del juego. El Infotater solo se encontraba en el paquete original. Cuando el juego se reeditó posteriormente en el formato de caja con «franjas grises», el Infotater fue sustituido por un folleto «Guía de campo de las criaturas de Frobozz» que contenía la misma información. En consecuencia, los Infotaters originales son muy codiciados por los coleccionistas. La Guía de Campo o el Infotater son necesarios para abrir el cofre y adquirir su contenido en el juego.

## Recepción
St.Game afirmó que «El mundo de Sorcerer es rico en detalles y maravillas. Las experiencias mágicas se asemejan a las exóticas aventuras de Carlos Castaneda» con «varias trampas y puzles diabólicos» y concluyó que «La solución final es como una delicada orquídea en plena floración. Mucho después de terminar el juego, la embriagadora fragancia permanecerá contigo». PC Magazine otorgó a Sorcerer 10,5 puntos de 12. Destacó el dramático comienzo y la «predisposición contra la violencia» del juego ofreciéndole al jugador hechizos en lugar de armas. Zzap!64 señaló el elevado precio británico (45,30 libras) del juego y la necesidad de poseer una unidad de disco, pero lo calificó como «un desafío tremendo y lleno de sorpresas... largas descripciones de lugares, gran atmósfera y cualidades altamente adictivas».